# Víg Viktória
Víg Viktória (Budapest, 1991. október 8. –) válogatott labdarúgó, középpályás. Jelenleg a spanyol UE L'Estartit csapatában játszik.

## Pályafutása

### Klubcsapatban
A Femina csapatában kezdte a labdarúgást. 2005 és 2010 februárja között a Ferencváros játékosa volt, ahol tagja volt a 2008–09-es idényben bajnoki bronzérmet szerzett csapatnak. A 2007–08-as idényben kölcsönben a Győri ETO együttesében szerepelt. 2010. február 2-án az MTK-hoz szerződött, ahol abban az idényben rögtön bajnok és kupagyőztes is lett.

### A válogatottban
2013-ban két alkalommal szerepelt a válogatottban.

## Statisztika

### Mérkőzései a válogatottban
| Magyarország | Magyarország    | Magyarország | Magyarország | Magyarország | Magyarország | Magyarország | Magyarország | Magyarország |
| #            | Dátum           | Helyszín     | Hazai        | Eredmény     | Vendég       | Kiírás       | Gólok        | Esemény      |
| ------------ | --------------- | ------------ | ------------ | ------------ | ------------ | ------------ | ------------ | ------------ |
| 1.           | 2013. május 31. | Gyirmót      | Magyarország | 4 – 0        | Wales        | barátságos   | -            | 56'          |
| 2.           | 2013. június 2. | Lipót        | Magyarország | 2 – 1        | Wales        | barátságos   | -            | 60'          |
|              | Összesen        |              |              | 2            | mérkőzés     |              | 0            | gól          |

## Sikerei, díjai
- Magyar bajnokság
  - bajnok: 2009–10, 2010–11
  - 3.: 2008–09
- Magyar kupa
  - győztes: 2010